# 古賀道人
古賀 道人（こが みちひと、1967年8月7日 - ）は、福岡県出身の元プロ野球選手（内野手）。右投右打。

## 来歴・人物
関東一高時代は、1985年の夏の甲子園に出場。同年のプロ野球ドラフト会議でロッテオリオンズから5位指名を受けて入団。
一軍出場がないまま、1991年限りで現役を引退した。

## 詳細情報

### 年度別打撃成績
- 一軍公式戦出場なし

### 背番号
- 51 （1986年 - 1991年）